# Anelaphus badius
Anelaphus badius es una especie de escarabajo longicornio del género Anelaphus, categorizada en la tribu Elaphidiini, de la subfamilia Cerambycinae.
Mide 10,5-15 mm de longitud. El período de vuelo para ejemplares adultos se presenta durante los meses de marzo, abril, mayo, junio y julio.
Varios ejemplares de la especie se encuentran en la estación de Biología Chamela, en Jalisco, el Instituto de Biología (UNAM) y el Essig Museum of Entomology, en la ciudad de Berkeley (California), Estados Unidos.

## Taxonomía
Se atribuye su descripción al entomólogo Chemsak que la nombró por primera vez en 1991. La especie aparece registrada en la sección New Mexican and Central American Elaphidiini (Coleoptera: Cerambycidae) de Anales del Instituto de Biología de la Universidad Nacional Autónoma de México, 62 (3): 469–480, publicada en 1991 por Chemsak John, A.

## Distribución
Se distribuye por América del Norte, específicamente en México.